# Polygala umbellata
Polygala umbellata là một loài thực vật có hoa trong họ Polygalaceae. Loài này được L. miêu tả khoa học đầu tiên năm 1771.